# المفجر (خيران المحرق)

تعديل مصدري - تعديل

المفجر هي إحدى قرى عزلة غربى الخميسين بمديرية خيران المحرق التابعة لمحافظة حجة، بلغ تعداد سكانها 356 نسمة حسب تعداد اليمن لعام 2004.